# گلیل
ارتفاعات گلیل در 80 کیلو متری شمال شیروان و در مرز میان ایران و ترکمنستان واقع است. جاده از شیروان تا روستای نامانلو آسفالت است (حدود 65 کیلومتر) و پس از آن جاده خاکی می‌باشد.آخرین روستای مسیر 
نامانلو می‌باشد.نوشته شده توسط علی بدرزاده نامانلو

## منطقه حفاظت شده
گلیل یکی از مناطق حفاظت شده ایران می‌باشد . به دلیل جلوگیری از چرای دام  و دیگر بهره‌برداری‌ها ، منطقه نسبتا دارای محیطی دست نخورده است. دارای پوشش جنگلی تنک درختان ارس است و می‌توان بسیاری از گونه‌های جانوری و گیاهی را در آن جا یافت .

## وجه تسمیه
گول به معنای جایی است که به‌طور طبیعی آب بسیاری در آن جمع می‌شود(نوعی استخر طبیعی). قابل ذکر است که گؤل واژه‌ایی ترکیست و معنی دقیق و وجه‌تسمیه گؤل‌ايل یعنی محل و مکان دریاچه یا محل حوضچه
واژه «گلیل-gulîl» از دو تک واژ «گل+یل» درست شده‌است پس گلیل به معنای گل است و «یل یا ییل» مفهوم ؛پر،سرشار،فراوان،لبریز،گوناگون ومتنوع و...را دارد بنایراین گلیل به معنای جای پر از گل و یا مکان پر از گل‌های گوناگون را دارد. و از آنجایی که واژه «گل » درمفهوم کنایی زیبا وقشنگ نیز کاربرد دارد پس گلیل به معنی دشت زیبا است. (سین محمدی)

## گونه‌های جانوری منطقه
انواع گونه‌های جانوری منطقه ، عبارت است از پلنگ ، کل ، بز ، قوچ ، آهو ،گراز ، گرگ ، روباه ،کبک و دیگر پرندگان ،انواع مار و مارمولک و ... .

## گونه‌های گیاهی منطقه
انواع گونه‌های گیاهی منطقه شامل : سرو کوهی (ارس یا مرخ) ، زرشک کوهی ،انواع گونه‌های گون ،کتیرا ، انواع لاله‌ها ،آلاله زرد ، شقایق ، گل پر ، انواع افوربیا ،  گونه‌های خانواده چتریان ، کاکوتی (آنخ) ، چای کوهی(پپوک) ، پونه ، بومادران ، گزنه و گونه‌های تیره گل گاو زبان ، گونه‌های چمن و جگن و ... .